# Donn Eric Rosen
Donn Eric Rosen (Nova York, 9 de gener de 1929 - Closter, Nova Jersey, 22 de setembre de 1986) fou un zoòleg i ictiòleg nord-americà.
Antic president del departament d'ictiologia del Museu Americà d'Història Natural entre 1960 i 1985, va obtenir el títol de batxiller el 1955, el màster el 1957 i el doctorat el 1959, tots de la Universitat de Nova York. Es va incorporar a la plantilla del Museu d'Història Natural el 1961. Va guanyar el premi Frederick Stoye per ictiologia de la Societat Americana d'Ictiòlegs i Herpetòlegs el 1952 i el 1954. Va rebre la Medalla Leidy de l'Acadèmia de Ciències Naturals de Filadèlfia el 1967 i va ser el president de la Societat de Zoologia Sistemàtica de 1975 a 1977.
Fou conegut per les seves investigacions sobre l'evolució d'un grup de peixos. Va presidir la reorganització i ampliació d'una col·lecció que va passar de 500.000 exemplars a 1,5 milions de peixos. Fou el coautor del primer text modern que va classificar als peixos teleostis, titulat Phyletic Studies of Teleostean Fishes, with a Provisional Classification of Living Forms que es va publicar en 1966. Aquest és el primer text oficial on s'esmenten els dos superordres de teleostis osteoglossomorf i Paracanthopterygii, juntament amb els seus altres autors, se'l considera com a autoritat binomial per a aquests superórds. Rosen és un dels fundadors d'un mètode d'anàlisi de la biogeografia històrica que combina la sistemàtica filogenètica d'Hennig amb l'aspecte estadístic de la Panbiogeografia de Croizat.